# Tiny house

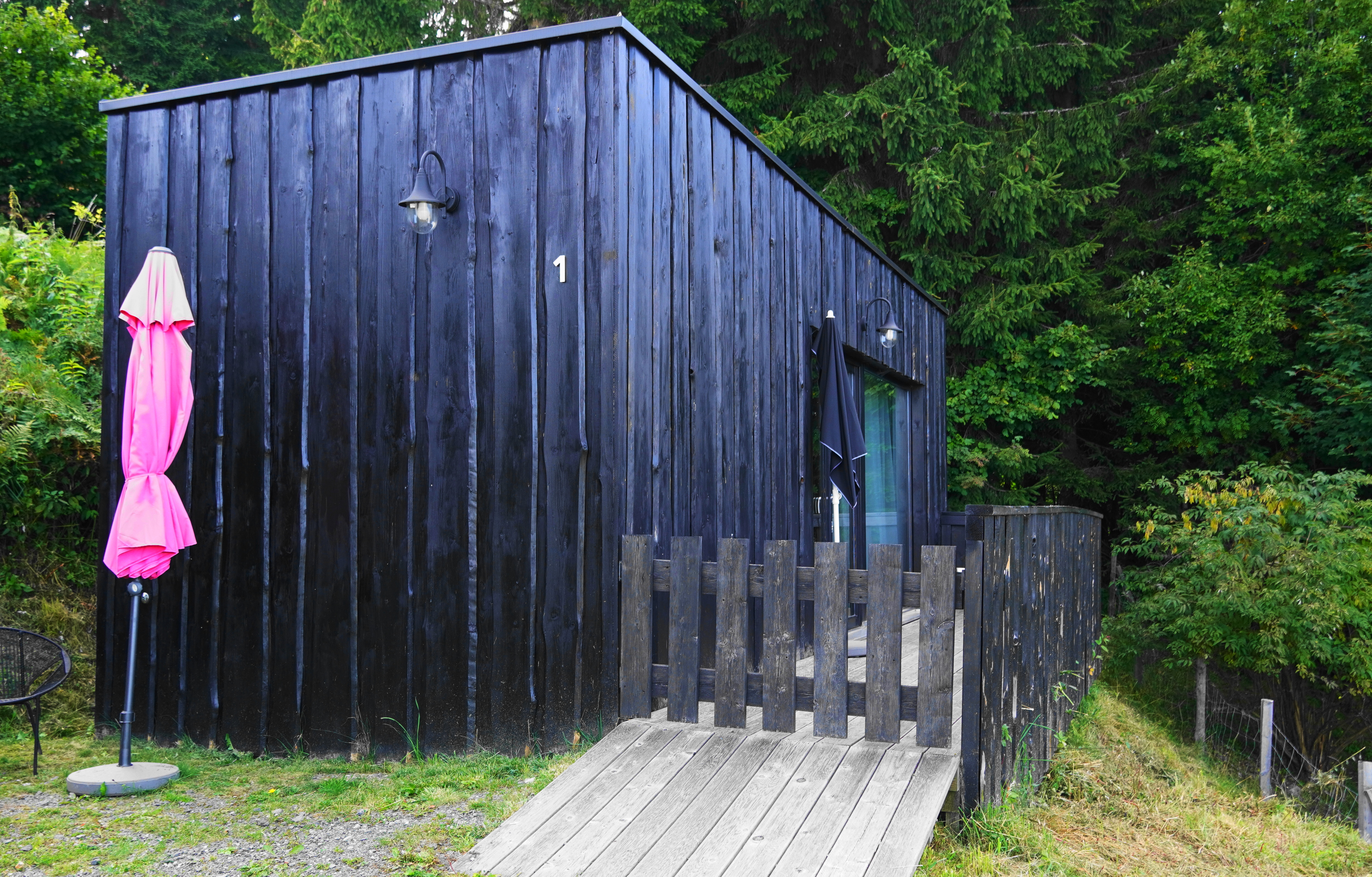
Tiny house o obytné ploše 23 m^{2} v obci Treffen am Ossiacher See v Rakousku.

Tiny-house movement nebo také small house movement (česky doslova hnutí malých domů) je architektonické a sociální hnutí propagující zmenšení a zjednodušení lidských obydlí. Do češtiny se běžně přejímá anglický termín tiny house či tiny home, narazit lze ale i na různé další varianty jako např. tiny domek. Tiny houses jsou propagovány jako levnější, ale i ekologické východisko ze situace na trhu s bydlením.